# Beer Drinkers & Hell Raisers
«Beer Drinkers & Hell Raisers» (англ. Пивоголики и смутьяны) — пятый сингл американской блюз-рок группы ZZ Top, вышедший только в Великобритании.

## О песне
Сингл записывался весной 1973 года в ходе работы над альбомом Tres Hombres. Энергичный концертный гимн «Beer Drinkers & Hell Raisers» стал одной из визитных карточек группы.
В каждом куплете песни строчки поочередно поют Билли Гиббонс и Дасти Хилл. В песне повествуется о вечерах, проводимых в любимом баре, которые сравниваются по крутости с традиционным пикником в Белом Доме.
По названию песни названа книга Нейла Дэниелса Beer Drinkers & Hell Raisers: A ZZ Top Guide. Группа Motörhead выпустила в 1980 году одноимённый EP, содержащий кавер-версию песни. Кроме них, кавер-версии записывали также Tesla (2007), Винс Нил (2010), Coheed and Cambria (2011) и Butcher Babies (2014)

## Сторона «Б»
На стороне «Б» релиза находилась песня «La Grange» (англ. Ла-Грейндж) 

## Участники записи
- Билли Гиббонс — гитара, вокал
- Дасти Хилл — бас-гитара, бэк-вокал, совокал на «Beer Drinkers and Hell Raisers»
- Фрэнк Бирд — ударные, перкуссия

Технический состав:
- Билл Хэм — музыкальный продюсер
- Терри Мэннинг — звукооператор
- Робин Брайан — звукооператор